# Мичуринское сельское поселение (Ленинградская область)
Мичу́ринское се́льское поселе́ние (фин. Valkjärvi) — муниципальное образование в составе Приозерского района Ленинградской области. Административный центр — посёлок Мичуринское.

## Географическое положение
Поселение расположено в юго-западной части района.
По территории поселения проходят автомобильные дороги:
- 41К-017 (Пески — Подгорье)
- 41К-264 (подъезд к дер. Бережок)

Расстояние от административного центра поселения до районного центра — 89 км.

## История
Первыми известными жителями земель Мичуринского сельского поселения было племя корела (предки современных карел), населявшее на рубеже первого и второго тысячелетий весь Карельский перешеек и восточную Финляндию.
В XII веке карелы платили дань Новгороду, земли Мичуринского относились тогда к погосту (месту сбора дани) Огребу.
В 1296 году погост захватили шведы, и по Ореховскому договору 1323 года территория будущего Мичуринского поселения оказалось в составе провинции Эюряпяя (фин. Äyräpää) Выборгского лёна.
В 1648 году образуется волость Муола, к которой относился приход Валкъярви, а в 1738 году Валкъярви выделилась в отдельную общину.
К 1939 году площадь земель общины составляла 399,6 км² (гораздо больше чем в современном сельском поселении), а население — 7694 жителей. В её составе находилось более 50 населённых пунктов. 4 декабря 1939 года Валкъярви был занят РККА. Финское население вынуждено было покинуть край. Основная масса населения переселилась в Йямся, Йямсянкоски, Кеуруу, Мянття, Оривеси и др.
16 ноября 1940 года был образован Валкярвский сельсовет в составе Раутовского района.
1 октября 1948 года сельсовет переименован в Мичуринский.
15 июня 1954 года к Мичуринскому сельсовету были присоединены упразднённые Краснодонский и Коробицынский сельсоветы.
28 октября 1960 года из нескольких населенных пунктов Мичуринского сельсовета и Макеевского сельсовета образован Коробицынский сельсовет. 9 декабря 1960 года Сосновский район был упразднён, Мичуринский сельсовет передан Рощинскому району.
1 февраля 1963 года в результате упразднения Рощинского района Мичуринский сельсовет вошёл в состав Выборгского района.
В начале 1970-х годов Мичуринский сельсовет был передан Приозерскому району.
18 января 1994 года постановлением главы администрации Ленинградской области № 10 «Об изменениях административно-территориального устройства районов Ленинградской области» Мичуринский сельсовет, также как и все другие сельсоветы области, преобразован в Мичуринскую волость. Из состава сельсовета выделена Красноозёрная волость.
1 января 2006 года в соответствии с областным законом № 50-оз от 1 сентября 2004 года «Об установлении границ и наделении соответствующим статусом муниципального образования Приозерский муниципальный район и муниципальных образований в его составе» было образовано Мичуринское сельское поселение, в состав которого вошла территория бывшей Мучуринской волости.

## Герб и флаг

### Герб
На зелёном щите с лазоревой волнистой оконечностью — серебряный холм, сопровождаемый вверху золотой веткой яблони в столб с таковыми же листьями и плодами и поверх неё — такие же перекрещивающиеся берёзовая и сосновая ветки. Утверждён Решением Совета депутатов муниципального образования от 28 марта 2006 года № 28
Внесён в Государственный геральдический регистр Российской Федерации — № 2358.

### Флаг
Представляет собой прямоугольное полотнище с отношением ширины флага к длине — 2:3, воспроизводящее композицию герба в зелёном, синем, белом и жёлтом цветах. Утверждён Решением Совета депутатов муниципального образования от 28 марта 2006 г. № 28. Внесён в Государственный геральдический регистр Российской Федерации — № 2359.

## Население
| 2006  | 2010  | 2011  | 2012  | 2013  | 2014  | 2015  |
| ----- | ----- | ----- | ----- | ----- | ----- | ----- |
| 1800  | ↘1764 | ↗1770 | ↗1785 | ↗1840 | ↘1835 | ↗1851 |
| 2016  | 2017  | 2018  | 2019  | 2020  | 2021  | 2023  |
| ↗1854 | ↘1845 | ↘1839 | ↘1808 | ↘1787 | ↗1837 | ↘1788 |
| 2024  | 2025  |       |       |       |       |       |
| ↘1782 | ↘1764 |       |       |       |       |       |

## Состав сельского поселения
В состав поселения входят 2 населённых пункта:
| № | Населённый пункт | Тип населённого пункта          | Население    |
| - | ---------------- | ------------------------------- | ------------ |
| 1 | Мичуринское      | посёлок, административный центр | ↗1849 (2017) |
| 2 | Петриченко       | деревня                         | ↘3 (2017)    |

## Инфраструктура
На территории поселения располагаются базы отдыха «Радуга», «Мечта», садоводства «Дружба», «Журавлево», «Карелия».

## Иллюстрации

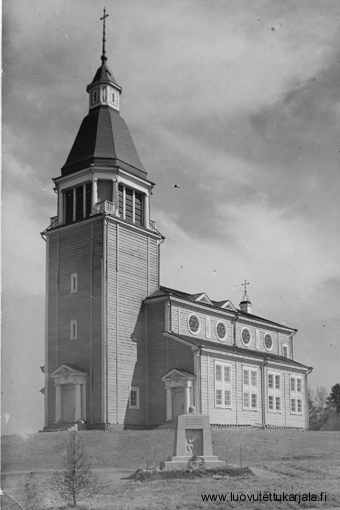
Кирха Валкъярви
Герб финской общины Валкъярви